# Team Homer
«Team Homer» (с англ. — «Команда Гомера») — двенадцатая серия седьмого сезона мультсериала «Симпсоны».

## Сюжет
Не в силах позволить себе заплатить регистрационный взнос 500 $, чтобы присоединиться к боулинг-лиге, Гомер и его друзья Мо, Апу и Отто, приходят к мистеру Бёрнсу, чтобы он стал их спонсором. Гомер пробирается в его офис, в котором он видит Бёрнса под наркозом (из-за которого он принимает Гомера за Круглого пончика). Гомер пользуется этой возможностью, чтобы заставить Бёрнса подписать чек. Между тем, в школе, Барт надевает футболку «Долой домашнее задание», которая побуждает учеников устроить бунт, из-за чего все ученики вынуждены носить школьную форму.
Вернувшись в боулинг-клуб, Гомер и его друзья принимают участие в боулинг-лиге, называя себя «Друзья по кеглям». Они победили три команды, поднявшись на второе место в своей лиге. Тем временем Бёрнс оправился от наркоза и обнаруживает, что он подписал чек на 500 $ Гомеру и решает заменить Отто в его команде. Бёрнс заменяет Отто, но так ужасно играет, что команда убеждена — они проиграют чемпионат.
В школе дресс-код Скиннера резко понижает моральный дух студентов, но дождь просачивается в их форму, в результате чего серый цвет вымывается и превращается в яркие цвета, которые возвращают игривый дух детей. В боулинг-клубе, прежде чем начать игру чемпионата, Бёрнс даёт команде новые рубашки. Для победы в лиге «Друзьям по кеглям» недостаёт всего одного очка. Бёрнс кидает свой мяч, но не сбивает ни одной кегли. Но Отто, в этот момент находящийся в боулинг-клубе, переворачивает торговый автомат и вибрации помогают «Друзьям по кеглям» победить, сбив две кегли. Когда команда празднует свою победу, Бёрнс забирает кубок и оставляет его у себя. Гомер и его друзья пытаются ворваться в особняк и забрать себе кубок, однако это заканчивается катастрофой, когда собаки ловят Гомера в нескольких метрах от ворот, оставляя его в очень затруднительном положении.